# Ladislav Černohorský
Ladislav Černohorský (10. března 1919 Kaňk – 18. listopadu 1943 Biskajský záliv) byl český palubní radiotelegrafista 311. československé bombardovací perutě RAF.

## Život

### Před druhou světovou válkou
Ladislav Černohorský se narodil 10. března 1919 v Kaňku u Kutné Hory. Vychodil tříletou měšťanskou školu, pracoval jako strojní mechanik, kterým se vyučil v rovněž tříleté pokračovací odborné škole.

### Druhá světová válka
Po německé okupaci opustil Ladislav Černohorský v květnu 1939 ilegálně Protektorát Čechy a Morava a odešel do Francie, kde byl v 26. září téhož roku v Agde prezentován u zde vzniklé československé zahraniční jednotky. V Agde absolvoval poddůstojnickou školu a radiotelegrafický kurz. Po pádu Francie v červnu 1940 se evakuoval z Bordeaux do Spojeného království. Zde byl v červenci téhož roku přijat do Royal Air Force a zařazen do 311. československé bombardovací perutě jako pozemní mechanik. Dne 29. listopadu 1941 byl přeřazen do československého depotu a 17. února 1942 k leteckému výcviku. Dne 29. listopadu 1942 se vrátil k 311. peruti. Účastnil protiponorkových hlídkových letů na oceánem. V roce 1942 se oženil s britskou občankou Edith Smith. Dne 18. listopadu 1943 odstartoval jako příslušník posádky stroje Consolidated B-24 Liberator GR Mk.V BZ872 "E" pod velením Metoděje Šebely k dalšímu letu nad Biskajský záliv, ze kterého se již nevrátil. Poslední zpráva pochází z času 13.10 hodin a hovoří o nutnosti přistát na moři z důvodu závady motoru. Dle německých záznamů byl jeho letoun pravděpodobně sestřelen dvojicí německých stíhaček Messerschmitt Bf 109 v prostoru Brestu. Jeho tělo moře nevyplavilo. Dosáhl hodnosti rotného.

## Posmrtná ocenění
- Ladislav Černohorský byl v roce 1991 povýšen in memoriam do hodnosti plukovníka